# Saurian
Saurian è un videogioco di simulazione sviluppato da Urvogel Games, e si concentra sul simulare nel modo più realistico possibile la vita di un dinosauro all'interno dell'ecosistema naturale della Formazione Hell Creek, in un formato interattivo. Il gioco utilizza la Unity come motore grafico, ed è stato pubblicato con l'accesso anticipato il 31 luglio del 2017. Il gioco è uscito solo per Microsoft Windows attraverso Steam e, al 2021, si tratta ancora di una versione non definitiva, sebbene commerciale. Sono teoricamente previste anche versioni per Mac OS e Linux.

## Modalità di gioco
Saurian è un gioco in 3D, focalizzato sulla simulazione, della vita in una specifica zona della Formazione Hell Creek, conosciuta come Bone Butte, in un formato interattivo.
I giocatori potranno scegliere di impersonare uno dei sei dinosauri principali (Tyrannosaurus, Triceratops, Dakotaraptor, Pachycephalosaurus, Anzu e Ankylosaurus), tentando di sopravvivere all'interno della formazione Hell Creek. Partendo come pulcino o cucciolo, il giocatore dovrà evitare i predatori e gestire le proprie necessità, come fame, sete e fatica, al fine di raggiungere la maturità e riprodursi.
I dinosauri che popoleranno il gioco, risponderanno alla meccanica del gioco nello stesso modo dei giocatori.
I giocatori saranno in grado di personalizzare le caratteristiche fisiche e il colore del proprio dinosauro, e saranno in grado di giocare con varianti genetiche, come l'albinismo e il melanismo. Queste varianti genetiche avranno lo stesso impatto sul gameplay, come si manifesterebbero su un animale reale. In futuro, sarà prevista una "modalità spettatore", per permettere ai giocatori di immergersi nella mappa di gioco come semplici spettatori senza interagire.
Per il futuro il team sta lavorando anche all'introduzione della realtà virtuale. Tuttavia questa modalità verrà implementata solo quando il gioco sarà completamente ultimato.
Tutti e sei i dinosauri giocabili hanno diverse abilità e requisisti da soddisfare ed ognuna occupa una specifica nicchia ecologica, anche in base all'età. Il giocatore può decidere di impersonare:

### Tyrannosaurus
Il Tyrannosaurus rex sarà il predatore all'apice della catena alimentare di Hell Creek. A causa delle sue grandi dimensioni, del suo metabolismo e dei suoi bisogni alimentari, un esemplare adulto di Tyrannosaurus richiederà vasti territori per cacciare, che difenderà con grande aggressività, tranne che nella stagione degli amori: le cicatrici sul muso sono piuttosto frequenti. Durante la stagione degli amori, i maschi e le femmine si cercheranno a vicenda e tenteranno di corteggiarsi attraverso suoni a bassa frequenza e danze d’accoppiamento. I maschi si occuperanno da soli del nido, fornendo ampie cure parentali ai loro piccoli. Una volta che i giovani saranno cresciuti a sufficienza, si procacceranno il cibo da soli, formando piccoli branchi fino all'età adulta. Gli adulti e i giovani cacceranno prede diverse: gli adulti, essendo più lenti e robusti, preferiranno prede lente, anche se corazzate, mentre i giovani, agili e veloci, preferiranno prede più piccole, veloci e non corazzate.

### Triceratops
Il Triceratops prorsus sarà il più grande erbivoro che sia possibile impersonare in Saurian. I maschi e le femmine avranno distinti schemi di gioco e un’anatomia diversa: i maschi saranno solitari e territoriali, e tollereranno solo le femmine nel loro territorio, mentre le femmine si raduneranno in piccoli gruppi per fornire cure parentali ai piccoli e ai nidiacei. Nei primi anni di vita i giovani utilizzeranno gli adulti come protezione contro i predatori. Gli stessi adulti saranno tra le prede più pericolose per via delle loro robuste corna, che in entrambi i sessi possono essere utilizzare anche nei combattimenti intraspecifici per risolvere le controversie per il cibo, il territorio ed altre necessità. Sebbene i Triceratops abbiano una vasta gamma di nutrimenti, i luoghi migliori per cibarsi sono i bordi della foresta.

### Pachycephalosaurus
Il Pachycephalosaurus wyomingensis sarà il più piccolo erbivoro che sia possibile impersonare in Saurian. Non avendo armi naturali come corna e corazze, saranno più al sicuro dai predatori vivendo nelle zone più fitte delle foreste, che permetteranno loro di evitare i Tyrannosaurus adulti. Gli esemplari adulti saranno comunque in grado di difendersi sia dai Dakotaraptor sia dai giovani Tyrannosaurus, grazie alla loro spessa testa a cupola e alla coda spinosa. La testa a cupola servirà anche come arma nelle competizioni intraspecifiche e per farsi strada nella fitta vegetazione. I maschi si distingueranno dalle femmine, per avere la testa color rosso vivo. Formeranno coppie monogame, che rimarranno insieme per tutta la vita, e fornendo diversi mesi di cure alla prole. I giovani e i sub-adulti di Pachycephalosaurus saranno rappresentati rispettivamente da Dracorex e da Stygimoloch, per poi divenire Pachycephalosaurus adulti, in quanto i primi due generi sono stati formalmente accettati come forme giovani e subadulti di quest'ultimo. Il Pachycephalosaurus si nutre prevalentemente di bassa vegetazione, funghi e, occasionalmente insetti.

### Dakotaraptor
Il Dakotaraptor steini è il più piccolo carnivoro che è possibile impersonare in Saurian. Anche se di preferenza solitari, i Dakotaraptor possono formare piccoli gruppi, al fine di abbattere prede più grandi, per poi sciogliersi e contendersi la preda. In primo luogo, però, i Dakotaraptor si concentreranno su prede più piccole. In mancanza di resistenza, si basano su tattiche d’agguato. Nel gioco, il Dakotaraptor può fare uso della “Raptor Prey” (RPR),, una mossa che permetterà loro di balzare sulla preda, schiacciandola con il proprio peso e tenendola ferma con gli artigli, mentre infligge ferite mordendo la vittima. Il Dakotaraptor è anche cannibale, con cure parentali molto limitate. I giovani saranno in grado di arrampicarsi sugli alberi e planare di albero in albero al fine di sfuggire ai predatori, tra cui gli stessi Dakotaraptor adulti. Il comportamento dei Dakotaraptor è fortemente ispirato a quello dei draghi di Komodo (Varans komodoensis).

### Anzu
L'Anzu wyliei è un dinosauro onnivoro dell'ecosistema di Hell Creek. Essendo onnivoro, Anzu è in grado di sfruttare sia la vegetazione di alta qualità e le piccole prede, in particolare le uova e i nidiacei di altri dinosauri. I maschi sono più grandi e più colorati delle femmine, e infatti occupano una nicchia ecologica leggermente diversa. Pur non essendo il dinosauro più veloce di Hell Creek, la sua principale difesa è la fuga. Una sua capacità unica è quella di poter imitare i versi di altri dinosauri del proprio ecosistema: si tratta di uno strumento utile sia per attirare le prede sia per ingannare i predatori.

### Ankylosaurus
L'Ankylosaurus magniventris è un erbivoro corazzato, che vive gran parte della sua vita da solo. Si tratta di un animale molto territoriale, che tollera altri membri della sua specie solo durante la stagione riproduttiva. L'Ankylosaurus deve assumere una gran quantità di vegetali giornalmente, quindi deve difendere i suoi pascoli, non solo da membri della stessa specie, ma anche dagli altri erbivori. Mentre gli adulti sono raramente disturbati da predatori come Tyrannosaurus, i giovani Ankylosaurus saranno vulnerabili a molti dei predatori di Hell Creek, non disponendo di una corazza ben sviluppata, pertanto è necessario per loro nascondersi, viaggiare in piccoli gruppi o insieme a un compagno di viaggio più imponente.

### Creature ambientali non giocabili
Oltre i sei dinosauri giocabili, ci sono numerose creature che non possono essere impersonate, native della Formazione Hell Creek, in grado di rispondere all'ambiente del gioco e alle azioni dei giocatori.
- Archeroraptor temertyorum
- Axestemys splendida
- Anatosaurus annectens
- Basilemys sinuosa
- Borealosuchus sternbergii
- Brachychampsa montana
- Brodavis baileyi
- Casterolimulus kletti
- Champsosaurus sp.
- Chamops segnis
- Denversaurus schlessmani
- Didelphodon vorax[21]
- Habrosaurus dilatus
- Lepisosteus sp.
- Lonchidion selachos[22]
- Meniscoessus robustus
- Mosasaurus hoffmanni
- Ornithomimide di Hell Creek
- Ornithurine
- Palaeobatrachus occidentalis
- Palaeosaniwa canadensis
- Pectinodon bakkeri
- Quetzalcoatlus sp.
- Thescelosaurus neglectus
- Thoracosaurus neocesariensis
- Toxochelys sp

### Creature scartate
Durante lo sviluppo del gioco, alcuni animali erano stati annunciati, furono scartati per motivi tecnici o paleontologici:
- Alamosaurus sanjuanensis[23][24]
- Alvarezsauride di Hell Creek/Trierarchuncus prairiensis
- Leptoceratops gracilis[25][26][27]
- Obamadon gracilis

### Flora ambientale
L'assemblaggio floreale di Saurian ha subito lo stesso processo di ricostruzione della fauna; le circa 20 specie di piante selezionate sono state ricreate da fossili e campioni di biomi simili ad oggi, che erano nativi della formazione Hell Creek circa 66 milioni di anni fa, e riflettono il diverso spettro di nicchie ecologiche nell'ecosistema costiero del Maastrichtiano. I biota floreali sono organizzati in sei biomi: foresta di sequoie, cipressi, foreste montane, foresta di latifoglie, prateria di felci e spiaggia:
- Bisonia niemi (erba)[28][31][32]
- Blechnum sp. (felce dura)[33]
- Cannabaceae sp. (erba)[32][34]
- Dryophyllum subfalcatum (noce)[35][36]
- Erlingdorfia montana (platano/sicomoro)[32][37]
- Equiseto sp. (equiseti)[38]
- "Ficus" planicostata (alloro)[28][38]
- Fokienopsis catenulata (conifera primitiva)[36][37]
- Ginkgo adiantoides (ginkgo)[37][39]
- Gleicheniaceae sp. (felci biforcute)[37][38]
- Humulus sp. (luppolo)[32][33][34]
- Liriodendroniti sp. (tulipano primitivo/legno bianco)[37]
- Marmarthia pearsonii (alloro)[35][36]
- Metasequoia occidentalis (sequoia)
- Osmundaceae sp. (felce reale)[32]
- Palaeoaster inquirenda (papavero)[33]
- Platanites marginata (platano/sicomoro)[28][32][37]
- Rosaceae sp. (erba)
- Zingiberopsis sp. (erba)[31][32]
- Fibrillosus "Ziziphus" (arbusto del rovo)[28][32]

## Produzione
Il progetto Saurian è stato ideato da Nick Turinetti, quando era un moderatore della comunità e tester di garanzia sulla qualità del videogioco Primal Carnage. In questo frangente incontrò altri membri che sarebbero poi diventati suoi collaboratori nel progetto: Erin Summer, un programmatore; Tom Parker, che sarebbe diventato il progettista e l’addetto alla ricerca per Saurian; e Jake Baardse, futuro modellatore, all'epoca presenti nella comunità di Primal Carnage. Essi incoraggiarono il team di sviluppo di Primal Carnage ad aggiornare i modelli dei dinosauri del gioco sulla base delle attuali conoscenze scientifiche; tuttavia, le loro idee non furono ben accolte. Ciò, combinato al fatto che la struttura deathmatch di Primal Carnage, precludeva una serie di proprie idee, ha portato al loro allontanamento dal gioco. Inizialmente, il team di sviluppo Saurian aveva lavorato su un gioco chiamato Project Crynosaurs, un gioco che, come Primal Carnage metteva dinosauri contro umani. Tuttavia, il 3 novembre 2013, Saurian si distaccò ufficialmente da Project Crynosaurs e ha iniziato lo sviluppo come sua propria entità. Inoltre, cosa più importante, ha anche preso le distanze dai giochi battlegrounds che mettono dinosauri contro umani.

### Sviluppo pre-finanziamento
Le prime bozze sul design di Triceratops e Tyrannosaurus furono rivelati prima del 3 novembre 2013. Il 3 novembre 2013, i modelli e le texture iniziali di Tyrannosaurus Rex e Triceratops prorsus vennero rivelati in un post su Facebook, insieme ad una bozza del modello non texturizzato di Ankylosaurus magniventris, disegnato da Alex Lewko. Il giorno dopo, il 4 novembre 2013, vennero mostrate le animazioni WIP per di Tyrannosaurus e Triceratops, su Youtube. Pochi giorni dopo, il 6 novembre 2013, fu rivelato il modello finale di Ankylosaurus, oltre a rivelare che Thescelosaurus neglectus sarebbe stato nel gioco, rivelando il suo modello e le sue animazioni, il 19 dicembre 2013. Il 18 novembre 2014, il team di sviluppo ha annunciato il reclutamento di RJ Palmer come concept artist, e ha presentato un certo numero di bozzetti sul design delle varie creature del gioco, compresi un certo numero di bozzetti sui mosasauri. Gran parte di questi bozzetti sarebbe poi stati scartati e rielaborati da RJ Palmer stesso, in particolare il look di Tyrannosaurus rex, Denversaurus e Pachycephalosaurus venne totalmente rinnovato e reso graficamente più accettabile e realistico.
Il 3 dicembre 2014 uscì il primo video gameplay pre-alpha di Saurian, mostrando le animazioni di Triceratops e Tyrannosaurus e parte della ricostruita formazione Hell Creek. Il giorno seguente, il 4 dicembre 2014, Kotaku ha pubblicato un breve articolo su Saurian, riprendendo alcuni dei filmati e ha dato una descrizione di base sul gameplay. Poco dopo, Brian Switek di Dinologue, un blog di paleontologia base, ha contattato il team di sviluppo Saurian per un colloquio, pubblicato il 12 dicembre 2014. In esso, la squadra di Saurian ha disposto la premessa fondamentale che il loro gioco si avvarrà di ricostruzioni precise e accurate della fauna di Hell Creek, finalizzando la modalità di gioco alla meccanica dei survival. L'intervista ha anche discusso su alcune delle ricerche della squadra. Ciò portò alla collaborazione con paleontologi quali Denver Fowler, Matt Wedel e Gregory Wilson, così come revisioni multiple della flora del gioco a causa di nuove informazioni sulla base delle ricerche sulla formazione di Hell Creek. Questa intervista ha anche rivelato che sia Tyrannosaurus sia Triceratops saranno dinosauri giocabili.
In seguito i membri della squadra furono intervistati da un altro blog sui dinosauri, Love in time of Chasmosaurus, in un’intervista con David Orr, il 23 dicembre 2014. Un certo numero di ispirazioni artistiche e atmosferiche dietro a Saurian, sono state ispirate dai lavori di Doug Henderson e Phil Tippet, e da film come Avatar di James Cameron e il King Kong di Peter Jackson, oltre che innumerevoli videogiochi come Dark Souls, Skyrim e Red Dead Redemption. È stato inoltre rivelato che la Formazione Hell Creek è stata scelta come sito del gioco per diversi motivi. In primo luogo, essa contiene un mix dei più famosi e carismatici dinosauri noti al pubblico, come Tyrannosaurus e Triceratops, così come dinosauri e animali meno noti. Il fatto che Hell Creek è stata così ampiamente studiata e il breve lasso di tempo utilizzato è uno dei fattori di questa scelta. Bryan Philips, animatore di Saurian, ha inoltre rivelato che buona parte delle animazioni presenti nel gioco vengono dal suo emù, Gerry. L'intervista conteneva anche concept art inedito di Quetzalcoatlus sp., di RJ Palmer, pubblicato sui social media il giorno seguente.
Il 27 febbraio 2015 l'Acheroraptor è stato aggiunto nel gioco. Nel frattempo, il 21 marzo 2015 gli sviluppatori hanno annunciato che i Tyrannosaurus che appariranno in Saurian, si basano sugli esemplari fossili BHI 3033 (per gli adulti), BMRP 2002/04/01 (per i sub-adulti) e MOR 6625 (per i giovani). Hanno inoltre spiegato che nel gioco adulti e cuccioli di una stessa specie occuperanno una diversa nicchia ecologica.
Il 23 aprile 2015 è stata concessa una sbirciata sulle animazioni di Acheroraptor nel gioco, al Consenza Comics, una convenzione del fumetto italiano, come parte della mostra "Dinosauri in Carne e Ossa". In seguito a ciò, tra il 4 e il 5 maggio, è stata dichiarata la presenza di Pachycephalosaurus nel gioco. Inoltre, l’11 maggio 2015, è stato rivelato il design di Christian Masnaghetti e RJ Palmer, sull'alvarezsauride di Hell Creek. Verso la fine del mese, il 29 maggio 2015, è stato rivelato anche il modello di Quetzalcoatlus sp..
Il 6 agosto 2015 il team di sviluppo ha pubblicato il concept art per l’Ornithomimide di Hell Creek, specificando la scelta per la distribuzione del tegumento in disegni del viso. Il 24 agosto 2015 è uscito il nuovo modello di Tyrannosaurus molto più accurato sia i proporzioni sia nelle texture, di RJ Palmer. Ciò è stato seguito dal rilascio di una infografica, tramite Facebook, che ha spiegato la scienza dietro la riprogettazione e le caratteristiche del modello.
Il 5 ottobre 2015 è stato rivelato il concept art finale dell’ornithomimide di Hell Creek, mostrando un dimorfismo sessuale tra i generi e l’aspetto dei giovani ornithomimidi. Questi modelli si basavano sulla recente scoperta di fossili di Ornithomimus, pubblicata il 28 ottobre 2015. Il 19 ottobre 2015 è uscito il concept art dell'intero ciclo vitale di Tyrannosaurus da pulcino ad adulto, disegnato e dipinto da RJ Palmer, oltre ad un nuovo video in cui veniva mostrate i versi che avrebbe fatto il Tyrannosaurus nel gioco.
Il 30 ottobre 2015 fu annunciata la scoperta di Dakotaraptor steini, pubblicata da Robert De Palma. Saurian ha tempestivamente pubblicato un concept art sull'animale introducendolo così nel gioco. Ciò fu spiegato in seguito affermando che il Dakotaraptor sarebbe stato un ottimo dinosauro giocabile e che avrebbe fornito un potenziale avversario per i giovani Tyrannosaurus. È stato inoltre rivelato che Nick Turinetti era a conoscenza dell'esistenza di Dakotaraptor da alcuni mesi. Tuttavia, avendo giurato di mantenere il segreto, non aveva informato il resto della squadra, lasciando la pubblicazione della carta come una sorpresa.
Il 13 gennaio 2016 RJ Palmer pubblicò il concept art finale per Denversaurus e l’intero ciclo vitale di Triceratops, aggiungendovi un quarto stadio ossia il "super-adulto", che rappresenta un grande individuo vecchio e logoro. In seguito sono usciti dei concept art restaurati di Pachycephalosaurus e Ankylosaurus, quest’ultimo grazie alle conoscenze della paleontologa Victoria Megan Arbour, esperta di ankylosauri, rappresentando la ricostruzione più realistica e accurata dell'animale.
Il 1º aprile 2016 Dakotaraptor è stato ufficialmente presentato come un animale giocabile, rimpiazzando Acheroraptor. Tale decisione fu presa per inserire meglio al pubblico Dakotaraptor e per semplificare le inquadrature di gioco, che nel caso di Acheroraptor (viste le dimensioni) avrebbero diminuito l’area di visione del giocatore. Nello stesso periodo i programmatori hanno affermato che l’area di gioco era stata ristretta ad una specifica zona di Hell Creek, conosciuta come Bone Butte. Infine, hanno rivelato che la campagna Kickstarter sarebbe iniziata nella seconda metà di maggio.

### Campagna Kickstarter e sviluppo
La campagna Kickstarter è stata lanciata il 24 maggio 2016 e ha raggiunto il suo primo obiettivo di 55,000 $ in soli due giorni. Di questo obiettivo, il 50% è stato soddisfatto entro le prime sette ore di Kickstarter. La campagna ha ricevuto numerose promozioni, su YouTube da YouTuber quali BestInSlot e TheGamingBeaver, da paleontologi di spicco come Darren Naish ed i paleoartisti Brian Engh e John Conway, sostenendo la campagna attraverso tweet e post. Molte di queste approvazioni hanno lodato l'impegno di Saurian per la precisione scientifica.
Mentre la campagna progrediva, ha attirato l'attenzione della rivista online "Inverse", che ha intervistato Nick Turinetti due volte sul gioco. La prima intervista, pubblicata il 14 giugno 2016, copriva la storia del gioco, così come la scienza e l'ispirazione dietro di esso. Jurassic Park: Operation Genesis, Jaws Unleashed e Spore furono tutti elogiati per aver ispirato Saurian, in qualche modo. La seconda intervista, pubblicata il 24 giugno 2016, ha discusso sulle prospettive per l'obiettivo VR tratto che era stato raggiunto, con entusiasmo alla prospettiva di combinarla potenzialmente con la modalità spettatore all'interno del gioco, in cui il giocatore poteva semplicemente aggirarsi per la mappa del gioco. Tale uso era stato proposto per i musei. il successo della campagna Kickstarter ha anche attirato l'attenzione di Twin Cities business, che ha dichiarato Saurian come "il più grande gioco della MN fin da Oregon Trail" in un articolo pubblicato il 20 giugno 2016. La rivista economica ha anche intervistato Nick Turinetti sul gioco e il suo sviluppo, in cui Red Dead Redemption è stato citato come un'influenza dietro di gioco open-world di Saurian. Il successo ha anche attirato l'attenzione del Duluth News Tribune, che ha intervistato Nick Turinetti per un articolo pubblicato il 24 giugno, 2016.
Alla fine il gioco raccolse ben 220709 $ totali, chiudendo egregiamente la campagna il 23 giugno, 2016. Come premio per i donatori, il gruppo di Saurian, inviò dei premi per i suoi donatori come peluche di Dakotaraptor e calchi dell’artiglio di Dakotaraptor, copie fisiche di una guida illustrata al gioco, e due mini statue d’argento di Triceratops e Tyrannosaurus. Tra gli obiettivi incontrati durante la campagna Kickstarter del gioco sono il supporto VR, il multiplayer, nuovi dinosauri giocabili, personalizzazione del dinosauro, eventi ambientali dinamici (come incendi e tempeste) e la sopravvivenza post-impatto del meteorite.
Dopo il completamento della campagna Kickstarter, il 24 giugno 2016, un BackerKit è stato creato per Saurian, il 24 luglio 2016. Questo ha permesso una più facile interazione con i fan e un sistema di voto per votare i nuovi dinosauri giocabili. Lo stesso scultore artefice della raccolta di statuette di Beasts of Mesozoic, un progetto Kickstarter, che come Saurian punta alla realizzazione di modellini di dinosauri anatomicamente corretti, ha rivelato il suo sostegno al progetto.